# Falsomesosella ceylonica
Falsomesosella ceylonica är en skalbaggsart som beskrevs av Stefan von Breuning 1974. Falsomesosella ceylonica ingår i släktet Falsomesosella och familjen långhorningar.
Artens utbredningsområde är Sri Lanka. Inga underarter finns listade i Catalogue of Life.